# Jack Lowden
Jack Andrew Lowden (Chelmsford, 2 juni 1990) is een Britse acteur.

## Levensloop
Lowden studeerde acteren aan de Royal Scottish Academy of Music and Drama, waar hij in 2011 afstudeerde met een masterdiploma. Op 12-jarige leeftijd had hij zijn eerste optreden op het podium als John in een Peter Pan-productie in het King's Theatre in Edinburgh. In 2014 speelde hij samen met Kristin Scott Thomas in het Old Vic in de rol van Orest in Elektra, opgevoerd door Ian Rickson. In 2012 was hij te zien in de toneelbewerking van Chariots of Fire in de rol van Eric Liddell.
Vanaf 2010 nam hij ook kleinere rollen op in televisie- en filmproducties. In de biografische film England Is Mine, die in première ging op het Internationaal filmfestival van Edinburgh 2017, nam hij de hoofdrol op zich van Steven Patrick Morrissey. Lowden verscheen ook in een belangrijke rol in de oorlogsfilm Dunkirk van Christopher Nolan uit hetzelfde jaar.
In 2014 won Lowden met Ghosts een Laurence Olivier Award in de categorie beste mannelijke bijrol en in 2020 werd hij genomineerd bij de British Academy Film Awards voor een EE Rising Star Award (publieksprijs).

## Privé
Lowden is getrouwd met actrice Saoirse Ronan.

## Filmografie

### Film
| Jaar | Titel                   | Rol             | Opmerkingen                              |
| ---- | ----------------------- | --------------- | ---------------------------------------- |
| 2014 | '71                     | Thompson        |                                          |
| 2014 | Ghosts                  | Oswald          | Gefilmde uitvoering van West End theatre |
| 2016 | Tommy's Honour          | Tom Morris, Jr. |                                          |
| 2016 | A United Kingdom        | Tony Benn       |                                          |
| 2016 | Denial                  | James Libson    |                                          |
| 2017 | Dunkirk                 | Collins         |                                          |
| 2017 | England Is Mine         | Morrissey       |                                          |
| 2018 | Calibre                 | Vaughn          |                                          |
| 2018 | Mary Queen of Scots     | Lord Darnley    |                                          |
| 2019 | Fighting with My Family | Zak Zodiac      |                                          |
| 2020 | Capone                  | Crawford        |                                          |

### Televisie
| Jaar | Titel             | Rol             | Opmerkingen        |
| ---- | ----------------- | --------------- | ------------------ |
| 2010 | Being Victor      | Nick Fairclough | Aflevering: #1.3   |
| 2012 | Mrs Biggs         | Alan Wright     | 2 afleveringen     |
| 2013 | The Tunnel        | Adam Roebuck    | 10 afleveringen    |
| 2014 | The Passing Bells | Michael         | 5-delige miniserie |
| 2016 | War & Peace       | Nikolai Rostov  | 6-delige miniserie |
| 2018 | The Long Song     | Robert Goodwin  | 3-delige miniserie |

## Theater
| Jaar      | Titel               | Rol             | Regisseur    | Toneelschrijver             | Theater                           |
| --------- | ------------------- | --------------- | ------------ | --------------------------- | --------------------------------- |
| 2010–2011 | Black Watch         | Cammy           | John Tiffany | Gregory Burke               | National Theatre of Scotland      |
| 2012      | Chariots of Fire    | Eric Liddell    | Edward Hall  | Mike Bartlett Colin Welland | Hampstead Theatre Gielgud Theatre |
| 2013–2014 | Ghosts              | Oswald          | Richard Eyre | Henrik Ibsen                | Almeida Theatre Trafalgar Studios |
| 2014      | Electra             | Orestes         | Ian Rickson  | Sophocles                   | Old Vic                           |
| 2018      | Measure for Measure | Angelo Isabella | Josie Rourke | Shakespeare                 | Donmar Warehouse                  |